# هونگ هیون-هی
هونگ هیون-هی (انگلیسی: Hong Hyun-hee؛ زادهٔ ۲۴ ژانویهٔ ۱۹۸۲) بازیکن بسکتبال اهل کره جنوبی بود.
وی در مسابقات کشوری و بین‌المللی در مجموع برندهٔ ۱ مدال نقره شده‌است.